# أدارو (أسطورة)
أدارو (بالإنجليزية: Adaro)‏ في أساطير ميلانيزيا وبولنيزيا هو مخلوق نصف إنسان ونصف سمكة. جزءه العلوي إنساني، وجزءه السفلي يشبه السمكة. وهم يعيشون في الشمس، ويسافرون إلى الأرض بواسطة قوس قزح. وفي المعتقد الميلانيزي، آدارو هو الجزء السيِّئ أو المادة النفسية الشريرة في الإنسان التي تبقى بعد الموت كشبح. وهي تختلف عن الفيغونا أو الأرواح التي لم تكن بشرية.